# Aporé
Aporé est une municipalité de l'État de Goiás au Brésil.
Elle appartient à la Microrégion du Sud-Ouest de Goiás.